# 張錦祥
張錦祥（英語：Ricky Cheung Kam Cheung，1961年12月27日—），香港西菜廚師，現為松藝館（Artisan De La Truffe Hong Kong）顧問廚師、The Food Story 行政總廚、祥仔西餐廳（Ricky's Kitchen）兼祥仔辣辣（Ricky's Spicy Kitchen）老闆。

## 簡歷

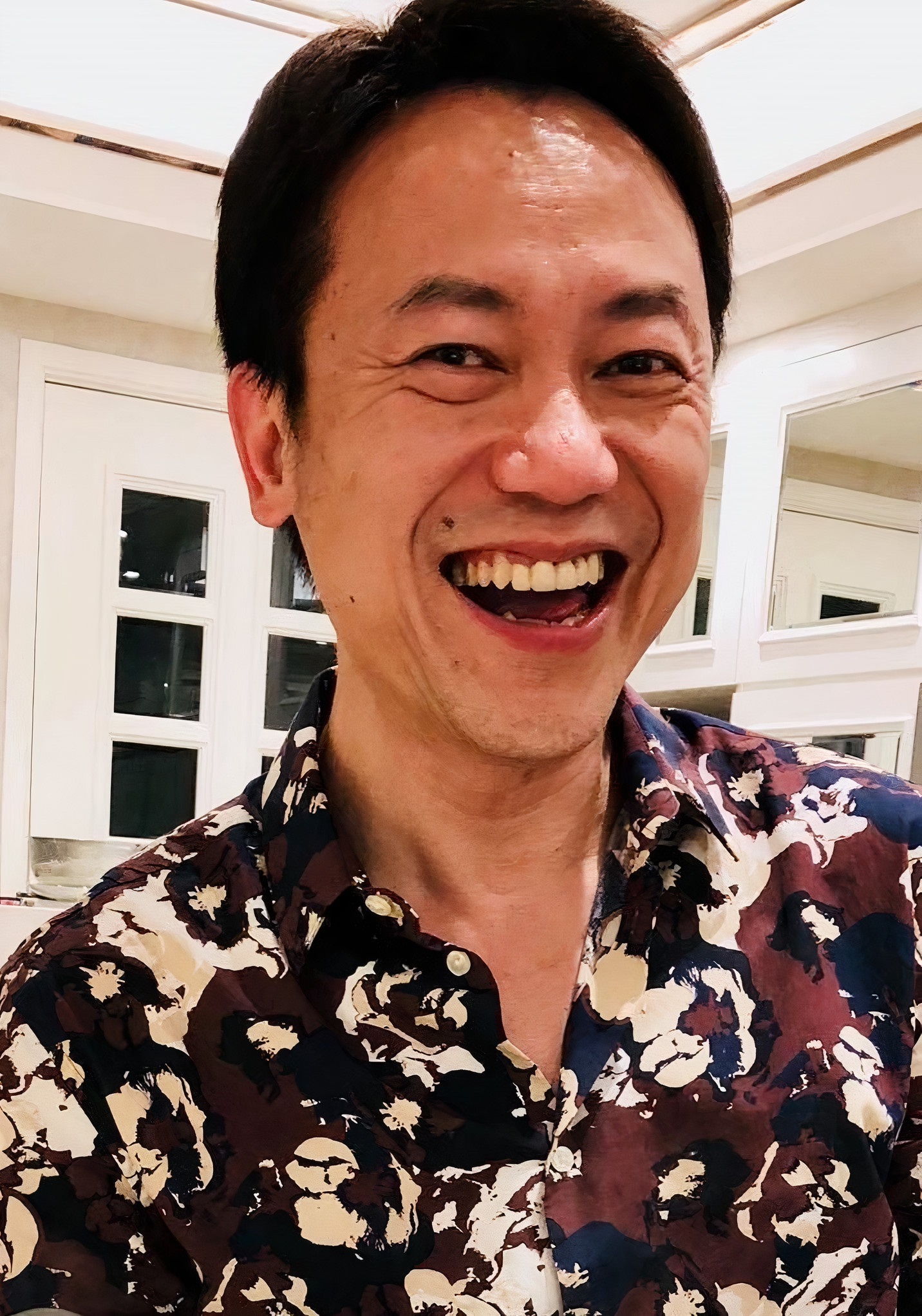
2018年5月生活留影

張錦祥早年在香港島灣仔區的唐樓長大，出身於飲食世家，叔父、伯父及表哥等都是西菜廚師。他十二歲那年已立志當廚師，十三歲時雖成績不錯考上跑馬地名校玫瑰崗學校中學部，卻因為不想讀書而順應潮流習一門手藝謀生，向任職中環美國會（The American Club Hong Kong）樓面員工的父親，提出要跟表叔學習烹調俄羅斯西餐的要求，自此入行當廚師學徒，隨表叔在上環一間港式俄羅斯餐廳工作。十年後，晉升二廚的他希望事業有轉變，經在酒店工作的表哥介紹下，轉職萬麗海景酒店內的法國餐廳「Scala」；在該餐廳工作期間花了五年從倫敦總廚 Paul de Ruyter 身上，學曉一手烹調麵包、菜式及甜品的技藝，更於1996年適逢 Ruyter 要回國，而獲管理層賞識接任總廚。
2005年，張錦祥原獲管理層晉升為經理，但發現自己喜歡的只是煮東西，於是辭職而自立門戶，得到一位熟客打本在柴灣明報工業中心開設法國私房菜餐廳「Le Mieux Bistro」。2007年，他開始亮相電視台、電台、雜誌的節目擔任嘉賓、主持人，又會撰寫食譜專欄，例如《美女廚房》、《出得廳堂》、《煮吧！換咗我阿媽》、《煮角》、《小煮角》、《究竟食咗乜》等；2014年希望把酒店級的美食帶入校園，所以轉往九龍塘香港浸會大學吳多泰博士國際中心開辦餐廳「Bistro Bon」。2018年起，他亦擔任海港城松藝館顧問廚師和「The Food Story」行政總廚，且厭倦了烹調高級料理，而分別在長沙灣永康街工廈及尖沙咀K11購物藝術館經營「祥仔西餐廳（Ricky's Kitchen）」；2020年再開辦川菜餐廳「祥仔辣辣（Ricky's Spicy Kitchen）」（The Food Story 旗下食肆）。

## 演出作品

### 主持節目
- 2011年：NowTV《煮角》
  - NowTV《小煮角》
- 2017年：ViuTV《出得廳堂》
- 2020年：ViuTV《究竟食咗乜》
- 2021年：無綫電視《煮場爭霸》
  - 無綫電視《煮戰》
- 2022年：香港開電視《疫境中的餐桌》、《煮題COOK》
- 2023年：香港開電視《煮題COOK 2》
- 2024年：香港開電視《煮題COOK 3 灣區搵食》

### 演出節目
- 2007年：無綫電視《蔡瀾逛菜欄》
- 2008年：無綫電視《食到篤、問到篤》
- 2009年：無綫電視《美女廚房》
  - 無綫電視《咁至識食》
- 2010年：無綫電視《大廚出馬》
- 2014年：無綫網絡電視《低俗講波團》
- 2018年：無綫電視《美女廚房》
- 2020年：無綫電視《流行都市》
  - 無綫電視《疫境廚神秋冬盛宴》
- 2021年：無綫電視《big big shop新春感謝祭》
  - 無綫電視《東張西望》[17]
  - 無綫電視《輝哥為食遊IV》
  - 無綫電視《煮戰》
  - 無綫電視《教煮爭霸》
- 2022年：無綫電視《職工頭圍用膳》

### 電台節目
- 2014年：新城財經台《飲食得喜》（常任主持）

### 廣告
- 2011年：必勝客「Pizza Hut 西西里肉丸意粉 × 星級資深總廚 Ricky Cheung」
- 2021年：灣仔碼頭「今餐食乜好？揀灣仔碼頭最好！」
  - 灣仔碼頭「今餐食乜好？創意星級食譜 - 棒棒黃瓜辣子雞水餃」
  - 灣仔碼頭「今餐食乜好？創意星級食譜 - 酸辣三鮮小雲吞」
  - 灣仔碼頭「今餐食乜好？創意星級食譜 - 干鍋椒香鮮辣白菜豬肉炸水餃」
  - 灣仔碼頭「今餐食乜好？創意星級食譜 - 泡菜豚肉煎餃部隊鍋」
  - 灣仔碼頭「今餐食乜好？創意星級食譜 - 紙包焗黑松露鮮蝦迷你水餃」
  - 灣仔碼頭「今餐食乜好？創意星級食譜 - 脆香鮮蝦雲吞皇伴薯蛋沙律」

## 書籍

### 食譜
- 2009年11月16日：《Coco：10 World-leading Masters Choose 100 Contemporary Chefs》（Phaidon Press 出版；ISBN 9780714859576）[18]
- 2015年8月27日：《飯聚男女》（余健志撰；圓方出版社、萬里機構及 Forms Kitchen 出版；ISBN 9789888237579）[19]

## 獎項與提名
- 2021年：《萬千星輝頒獎典禮2021》「最佳男主持」（提名）

## 外部連結
- 張錦祥的Facebook專頁
- 張錦祥的Instagram帳戶
- YouTube上的Ricky講煮講食頻道
- YouTube上的Towngas Cooking 煤氣教煑頻道